# 프린스오브웨일스섬 (누나부트 준주)
프린스오브웨일스섬(영어: Prince of Wales Island)은 캐나다 누나부트 준주의 섬으로, 북극 제도의 일부이다. 빅토리아섬과 서머싯섬 사이, 퀸엘리자베스 제도 남쪽에 위치하고 있다.